# Malabang
Malabang é um município de  terceira classe de renda municipal (d) na província Lanao do Sul, nas Filipinas. De acordo com o censo de 1 de maio  de  2020 possui uma população de 49 088 pessoas e 7 647 domicílios.